# 高崎勉
高崎勉（たかさき つとむ、1967～）は日本の写真家。富山県富山市生まれ。
静物（商品）撮影を中心に活動するフォトグラファー。表現のバリエーションが多彩で、重厚なメッセージ性の強いものから、透明感のあるライティングを生かしたものまで幅広く手掛ける。
東京工芸大学芸術学部写真学科　教授。
「日本の写真文化を海外へプロジェクト」デイレクター。
写真講座「Abox Photo Academy」主宰。

## 経歴
祖父は写真館経営、父はカメラマンという家系に生まれ、幼少時より写真に携わる。富山県立富山南高等学校卒業後、上京。東京工芸大学短期大学部を卒業し、（株）アマナに12年間勤務。1999年独立以降、広告撮影と並行し、意欲的に作品制作に取りかかる。2011年より作品を定期的に発表。シリーズ作品として「Breath.」「Life」「Silhouette」「群青」「Dream」「4.5」など。
第65回毎日広告デザイン賞最高賞、NewYork.ADC賞など、受賞歴多数。後進の教育にも意欲的で2014年「Takasaki Seminar」を開講。東京、富山、神奈川、大阪にて開催される。2017年に「Takasaki Seminar」を「Abox Photo Academy」に組織変更し、横浜市都筑区にて開校。受講生にはアマチュアのみならずプロカメラマン、アーティストの姿も見られ、自身の作品発表に留まらず、他の写真家の写真展、写真集のディレクションも手掛ける。2017年には出演・監修を務めるDVD写真教材（企画販売／株式会社グッドアピール）受講生によるフォトコンテスト「第１回グッドアピール杯フォトコンテスト（最高賞：高崎賞）」が開催され、審査委員長を務める。

## 主な仕事
- Kashikey Brown Diamond
- 花王
- P&G
- パシフィックプロダクツ
- よーじや
- スタージュエリー
- アベリ
- ザ・コンランショップ
- モノマガジン
- YOKOHAMA DISPLAY MUSEUM
- AEON

## 写真展
- 2011年  2月「Professional photograph exhibition」（レクトヴァーソギャラリー）
- 2011年  4月「美・GLOW・輪」（ギャラリー・ヴィグロワ）
- 2011年  5月  個展「Breath.」（ギャラリー・ヴィグロワ）
- 2011年12月  個展「Life」（ギャラリー・ヴィグロワ）
- 2012年12月  個展「Silhouette」（ギャラリー・ヴィグロワ）
- 2013年  7月「Commercial Photographer’s Battle」展。（72 Gallery ）
- 2013年  9月「First Contact in Tokyo」（ギャラリー・アルティザン）
- 2013年10月「First Contact in Taiwan」(台北信光三越A9)
- 2013年12月「First Contact in Shanghai」(上海office339)
- 2013年12月「Gift for X'mas」(72 Gallery)
- 2014年  6月「JPCO Gallery 2014」(新宿ヒルトピアギャラリー）
- 2015年  2月「JPCO Gallery in Yokohama」(Subwey Gallery)
- 2015年  5月  KG+「JPCO Gallery in Kyoto 2015」(ヤマモトギャラリー）
- 2015年  6月「JPCO Gallery 2015」(新宿ヒルトピアギャラリー）
- 2016年  4月  KG+「JPCO Gallery in Kyoto 2016」(ヤマモトギャラリー）
- 2016年  6月「JPCO Gallery 2016」(新宿ヒルトピアギャラリー）
- 2016年  8月  個展「4.5」(市兵衛町画廊／TAMANI)
- 2016年11月  市川健太氏との二人展「Thin」(市兵衛町画廊／TAMANI)
- 2017年  2月  個展「30年の旅の軌跡」展 (高岡市ミュゼふくおかカメラ館)
- 2017年  5月  KG+「JPCO Gallery in Kyoto 2016」 (京都写真美術館)
- 2017年  6月 「JPCO Gallery 2016」 (新宿ヒルトピアギャラリー)
- 2017年11月 「Abox Club TOYAMA 2017」 招待作家として出展  (富山ガラス美術館)
- 2021年  5月  個展「いま君はどこにいるの」ミュゼふくおかカメラ館企画写真展 (高岡市ミュゼふくおかカメラ館)

## 掲載歴
- 「現代日本の写真 Vol.7」（ART BOX）
- 「世界芸術家辞典」（MFG）
- 「ヴィンチ美術家百科辞典」（日本図書出版）
- 「月刊コマーシャルフォト　100 Photographers」（玄光社）'02・'03・'04年
- 「 Photographers File 2008」以降、’09,’10,’11,’12,’13年（玄光社）
- 「月刊コマーシャルフォト2012年２月号」　特集「Life」（玄光社）
- 「月刊コマーシャルフォト2015年11月号」　特集「写真を教えるという仕事」（玄光社）

## 写真集
- JPCOシリーズ　Vol.03 「- Silhouette -  Tsutomu Takasaki 」（桜花出版 2014）
- 「4.5」（市兵衛町画廊 / TAMANI  2016）
- 「Thin」市川健太氏との共著 （市兵衛町画廊 / TAMANI  2016）
- 「Tracks of Travel for 30 Years」
- 「Abox Photo Club TOYAMA 2017」